# Skinhedi
Skinhedsi (engl. Skinheads, od skin head - ćelava glava) su buntovnička omladinska potkultura, nastala krajem šezdesetih godina 20. veka u radničkim četvrtima istočnog Londona, koja je dobila naziv po obrijanim glavama svojih pripadnika. Skinhedsi su u početku poticali iz nižih slojeva i siromašnih porodica iz predgrađa. Njihov svakodnevni izgled koji se zasnivao na radničkoj odeći, teškim kožnim čizmama debelog đona i kratko ošišanoj ili obrijanoj glavi isticao je muževan i agresivan izgled koji je bio stilski potpuno suprotan hipi imidžu dugokose „dece cveća“.
Originalni skinhed pokret nema rasističku ideologiju. U početku slušaju crnačku muziku s Jamajke i Kariba, uglavnom ska, rege i rokstedi, kao i "mod" rok bendove i glem-rok. Pojavu buntovničkog pank pokreta mnogi skinhedsi prihvataju sa oduševljenjem i masovno prihvataju podvrste panka Oi! i hardkor.
Početkom sedamdesetih godina dolazi do izliva negativnih reakcija na sve veći priliv doseljenika iz Indije i Pakistana. Desničarske organizacije su ih podsticale na proterivanje uglavnom Azijata i Pakistanaca pod izgovorom da im oni otimaju posao, na šta su radnici naročito osetljivi. Tada mnogi skinhedsi svoju mržnju usmeravaju i prema pripadnicima druge i treće generacije “obojenih” a pogotovo prema pakistanskim doseljenicima.
U isto vreme dolazi i do razdvajanja unutar skinheds pokreta, na one koji su protiv rasne diskriminacije (“šarpovci” i prokomunistički “crveni skinsi”) i na medijski najeksponiranije, mada ne i najbrojnije, ultradesničarske skinhedse na koje utiče nacistička ideologija od koje preuzimaju pozdrave i simbole.
Osamdesetih godina i kasnije, skinheds revolucija počinje da se širi i po kontinentu. U Nemačkoj, naci skinsi usmeravaju svoj rasizam protiv turskih doseljenika, u Rusiji prema Čečenima, a u zemljama istočne Evrope uglavnom prema Romima.

## Podvrste
Postoji više različitih tipova skinhedsa. Među njima su i:
- Tradicionalni skinsi – Skinsi koji još uvek održavaju duh 1969. godine i mahom slušaju muziku s Jamajke i Kariba, uglavnom ska i rege. Ne mrze nikoga i ne bave se preterano politikom. Uglavnom piju pivo i idu po svirkama.
- Naci Skinsi (od nem. nazi - nacista) – Poklonici nacional-socijalizma, baštine ideologiju Nacističke Nemačke, mrze Crnce, Jevreje, Kineze jer ih krive za sopstvenu tešku situaciju.
- Skinhedi protiv rasnih predrasuda (Šarp skinsi, šarpovci) – Naziv je nastao od engleske skraćenice „SHARP - SkinHeads Against Racial Prejudice” što u prevodu znači „Skinsi protiv rasnih predrasuda”. Javljaju se kao reakcija na naraslu naci skinheds struju u skinhead pokretu. Žele da očuvaju tradicionalni duh pokreta ali za razliku od tradicionalnih skinsa, ne mogu ostati politički neutralni. Stalno naglašavaju da su koreni skinheads pokreta u crnačkoj muzici i da skinsi ne mogu mrzeti svoju crnu i braću.
- Crveni i anarho skinsi (Raš skinsi, rašovci) – Naziv je nastao od engleske skraćenice “RASH - Red & Anarchist SkinHeads” što u prevodu znači “Crveni i skinsi anarhisti”. Kao što samo ime kaže, raš skinski su po pravilu radikalni levičari, marksisti, komunisti i anarhisti po političkom ubeđenju. Za razliku od šarpovaca koji znaju samo protiv čega su (protiv rasnih predrasuda), rašovci znaju i za šta se bore (za komunizam i za anarhiju). Dobar deo njih su takođe fudbalski huligani i idu na utakmice da se biju protiv drugih navijača i protiv policije. Najveći broj huligana skinsa anarhista je u Grčkoj dok u Italiji ima priličan broj navijača crvenih skinsa i komunista.
- Gej skinsi – gej (eng. gay - homoseksualac) – Skinsi se pojavljuju na Zapadu devedesetih godina i svojom pojavom pobijaju ustaljenu sliku o homoseksualcima kao feminiziranim momcima. Oni pokazuju da homoseksualci takođe mogu biti mačo tipovi koji učestvuju u tučama.
- Herberti – Podvrsta skinsa koji su za ujedinjenje pankera i skinsa.

## Spoljašnje veze
- Istorija skinhead pokreta
- Forum Raš skinsa sa prostora bivše Jugoslavije
- Amsterdamski gej skinsi